# Höchstpreisregulierung
Die Höchstpreisregulierung, im Englischen Price-Cap Regulation genannt, ist eine Methode zur Regulierung natürlicher Monopole. Sie wird häufig klassischen Regulierungsinstrumenten vorgezogen, da sie als vergleichsweise einfach, transparent und leicht implementierbar gilt.

## Hintergrund / Geschichte
Die Höchstpreisregulierung geht auf den britischen Ökonomen Stephen Littelchild zurück. Dieser bekam 1982 vom britischen Department of Industry den Auftrag ein modifiziertes Konzept der damals herkömmlichen Rate-of-Return Regulierung zu entwickeln. Zentrale Kritikpunkte an dieser waren für Littlechild der Averch-Johnson-Effekt der Anreizverzerrung sowie der enorme administrative Implementierungsaufwand. Littlechild wies in seinem Report auf die fehlenden Möglichkeiten einer systematischen Rate-of-Return Regulierung hin, da diese immer auf ein ganzes Unternehmen angewendet wird, nicht aber gezielt auf diejenigen Produktionsbereiche, in welchen Monopolmacht besteht.
Anfangs war nicht absehbar, welchen Siegeszug die Höchstpreisregulierung hinlegen würde. Da es sich um ein einfaches, transitiv konstruiertes Regulierungsinstrument handelte, wurde dieses in Großbritannien bald auch in anderen Sektoren, als den zu Beginn vorgesehenen lokalen Telekommunikationsnetzen, eingesetzt. So fand es in anderen privatisierte Netzsektoren, wie Gas und Elektrizität, Wasser, Eisenbahn und Flughäfen, Anwendung.

## Wirtschaftswissenschaftliche Grundlagen

### Grundkonzept
Die Idee der Höchstpreisregulierung basiert auf der Überlegung, dass es kein perfektes Regulierungsinstrument geben kann und dass Regulierung keine perfekte Korrektur eines Marktversagenstatbestandes gewährleistet. Die Regulierung beschränkt sich auf monopolistische Leistungen, bei der Umsetzung werden der Einfachheit sowie der praktischen Implementierung große Bedeutung zugemessen. Grundlegend soll das Preisniveau des monopolistischen Dienstes nicht höher ansteigen als die Inflationsrate. Die Kunden sollen dazu in der Lage sein, zu heutigen Preisen, dieselben Waren eines Dienstleistungskorbes wie in der Vorperiode nachfragen zu können, ohne dass Mehrausgaben entstehen.

### Anreizregulierung
Herkömmliche Regulierungsinstrumente setzten meist einen hohen Grad an Informationsbeschaffung seitens der Regulierungsbehörden voraus.  Die Höchstpreisregulierung umgeht diese Problematik, indem sie Output-Preisveränderungen, welche auf die Veränderungen des Konsumentenpreisindexes und der Produktivität im zu regulierenden Sektor bezogen werden, zulässt. Die Preise werden als bekannt angenommen und die Veränderung des Konsumentenpreisindexes sowie der Produktivität als exogen verstanden. Folglich sind detaillierte Informationen über die Kosten- und Nachfragebedingungen des regulierten Unternehmens nicht erforderlich, Prinzipal-Agent-Probleme werden zu großen Teilen vermieden.
Durch die Beschränkung der Output-Preise wird nicht nur der Regulierungsaufwand reduziert, es werden zudem unternehmerische Anreize bei der Suche nach Kosteneinsparungen sowie neuen, innovativeren Preisstrukturen gesetzt. Für Unternehmen bedeutet dies mehr Preissetzungsspielraum als bei anderen Regulierungsmaßnahmen.

## Anwendungsbeispiele
Die Höchstpreisregulierung findet in monopolistischen Engpassbereichen Anwendung um die dort verbleibende Marktmacht zu disziplinieren. In Deutschland betrifft dies diverse Branchen in welchen natürliche Monopole vorliegen. Als Vorreiter gilt in Deutschland die Telekommunikationsbranche, hier fand die Methode erstmals 1998 Anwendung.
Heute wird die Price-Cap-Regulation in Bereichen wie etwa dem Postbereich, dem Energiesektor sowie dem Eisenbahnsektor angewendet.